# Lüe
Lüe (okzitanisch: Lua) ist eine französische Gemeinde mit 613 Einwohnern (Stand: 1. Januar 2022) im Département Landes in der Region Nouvelle-Aquitaine (bis 2015: Aquitanien). Lüe gehört zum Arrondissement Mont-de-Marsan und zum Kanton Grands Lacs. Die Einwohner werden Luots genannt.

## Geographie
Die Gemeinde Lüe liegt in den Landes de Gascogne, dem größten Waldgebiet Westeuropas, etwa 58 Kilometer nordwestlich von Mont-de-Marsan und etwa 23 Kilometer östlich der Atlantikküste. Umgeben wird Lüe von den Nachbargemeinden Parentis-en-Born im Nordwesten und Norden, Labouheyre im Osten, Solférino im Südosten und Süden, Escource im Süden und Südwesten sowie Pontenx-les-Forges im Westen Durch den Südosten des Gemeindegebietes verläuft die Autoroute A63.

## Bevölkerungsentwicklung
| Jahr                       | 1962 | 1968 | 1975 | 1982 | 1990 | 1999 | 2011 | 2021 |
| Einwohner                  | 453  | 426  | 347  | 371  | 415  | 464  | 510  | 597  |
| Quellen: Cassini und INSEE |      |      |      |      |      |      |      |      |

## Sehenswürdigkeiten
- Kirche Saint-Pierre-et-Saint-Michel
- „Chêne de Cantaure“, Stieleiche aus dem 14. Jahrhundert

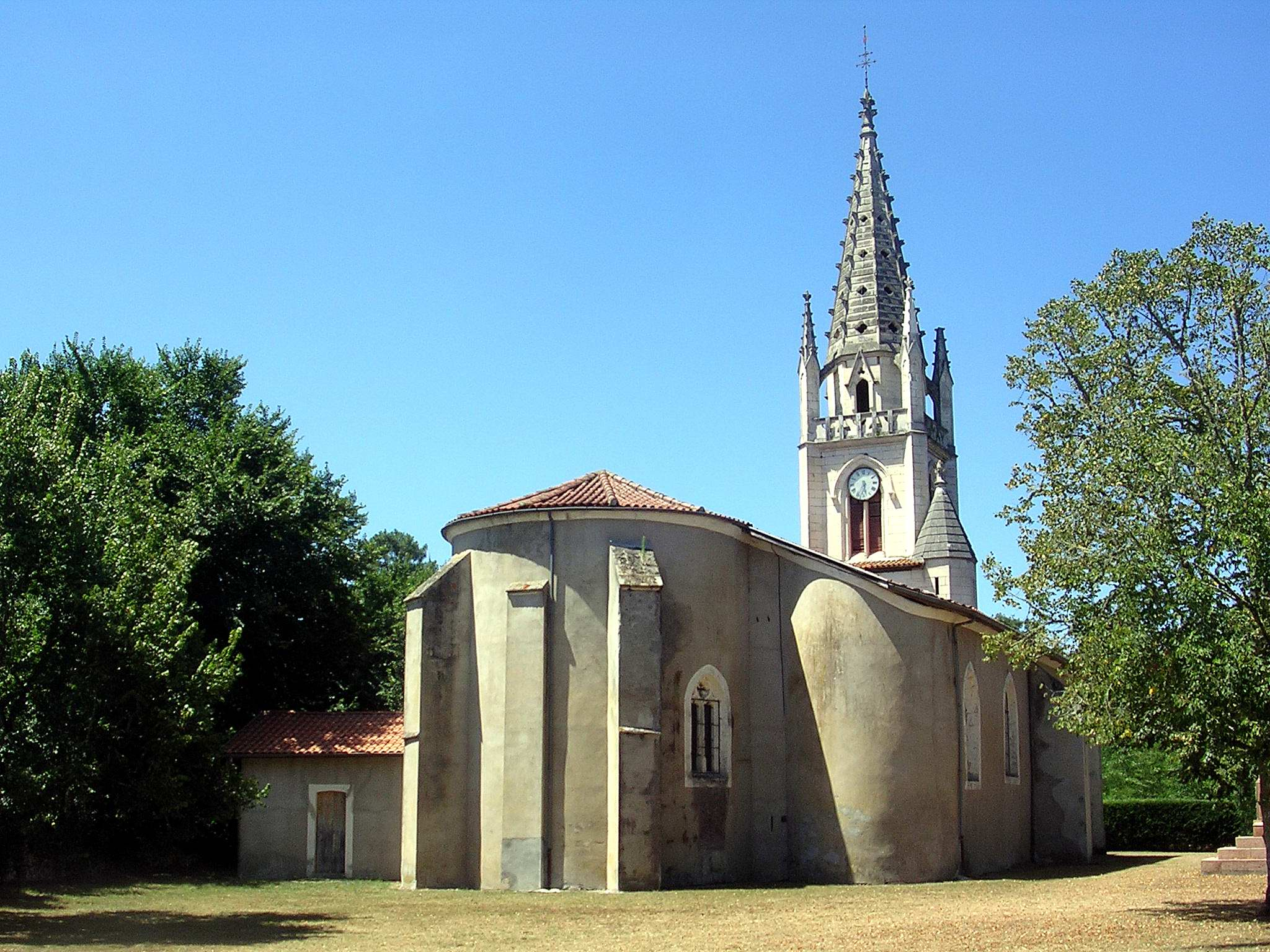
Kirche Saint-Pierre-et-Saint-Michel
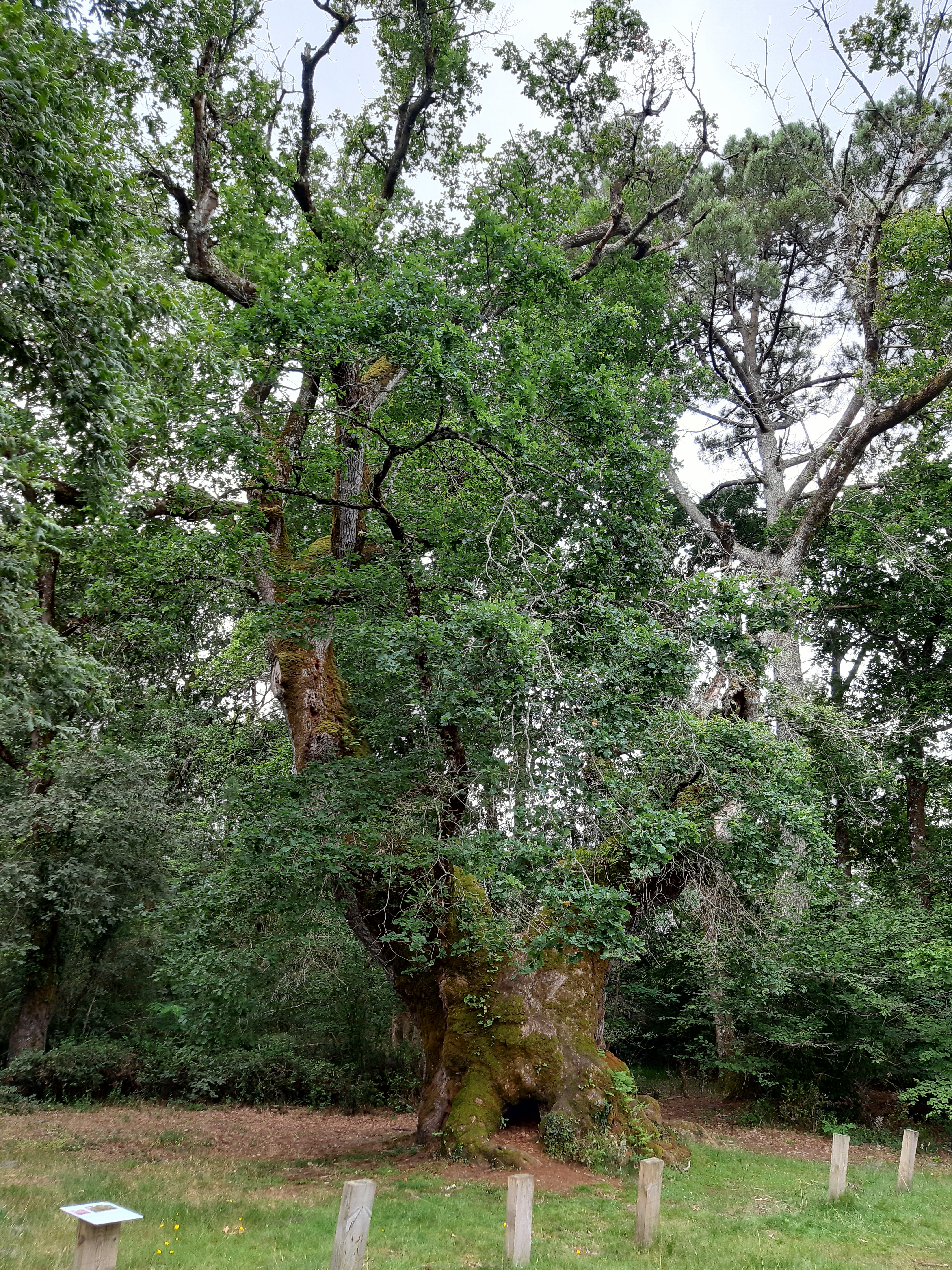
Chêne de Cantaure
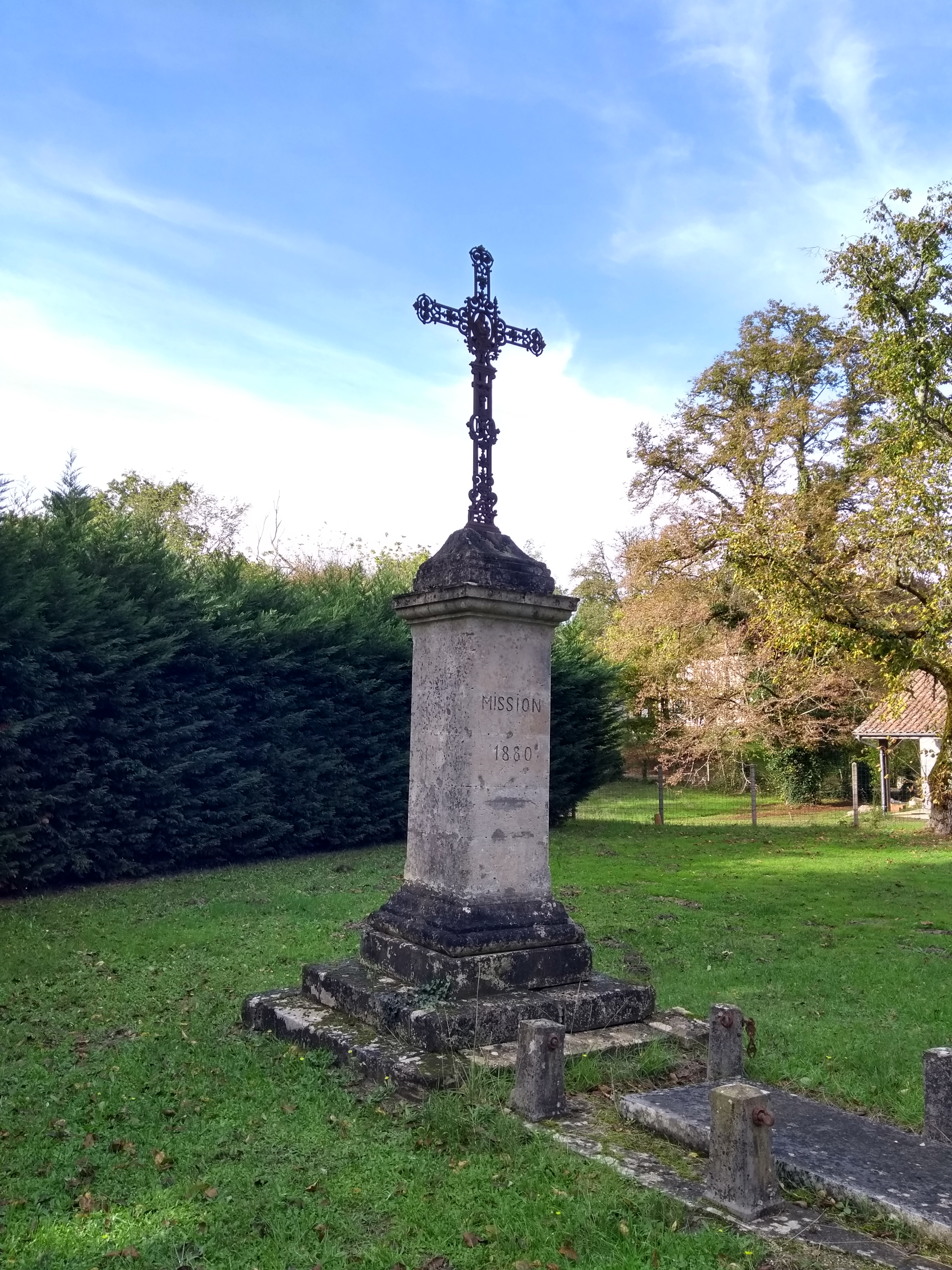
Missionskreuz aus dem Jahr 1850
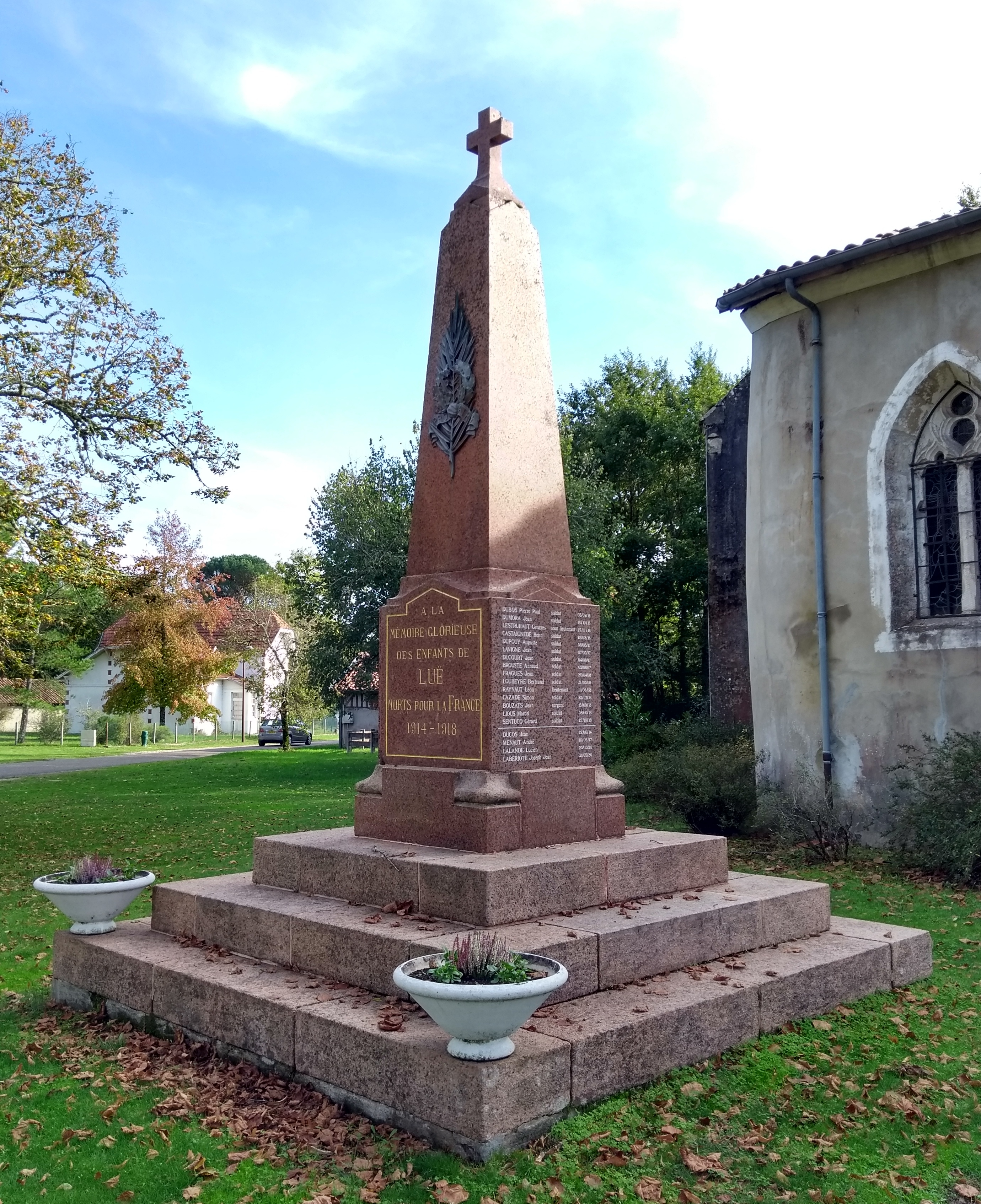
Gefallenendenkmal